# Teyssieu
Teyssieu è un comune francese di 191 abitanti situato nel dipartimento del Lot nella regione dell'Occitania.

## Società

### Evoluzione demografica
Abitanti censiti